# Millettia ferruginea
Millettia ferruginea är en ärtväxtart som först beskrevs av Ferdinand von Hochstetter, och fick sitt nu gällande namn av John Gilbert Baker. Millettia ferruginea ingår i släktet Millettia och familjen ärtväxter.

## Underarter
Arten delas in i följande underarter:
- M. f. darassana
- M. f. ferruginea